# 沈健 (1973年)
沈健（1973年10月—），男，中华人民共和国外交官，现任中国常驻联合国日内瓦办事处和瑞士其他国际组织副代表、特命全权裁军事务大使。

## 生平
沈健早期任职于外交部军控司和常驻联合国日内瓦办事处和瑞士其他国际组织代表团。2017年，任外交部军控司参赞。2021年，任外交部军控司副司长。2023年8月，出任中国常驻联合国日内瓦办事处和瑞士其他国际组织副代表、特命全权裁军事务大使。